# 김하중
김하중(金夏中, 1947년 1월 9일~)은 대한민국의 외무공무원이다. 제34대 통일부 장관을 지냈다.

## 생애
강원도 원주군에서 출생하였다. 제7회 외무고시에 합격하였다.
김대중 대통령과 노무현 대통령 시절에 중국 대사로 7년 1개월간 재임한 것으로 중화인민공화국에 있었던 현재까지의 주중대사 중 최장 기간 근무한 대사라는 기록을 세웠다.
이재정 통일부 장관의 후임으로 2008년 3월 11일 제34대 통일부 장관에 취임하였으나 이듬해에 개각으로 인하여 퇴임하게 되었다. 이후 그는 규장사에서 하나님의 대사라는 책을 시리즈로 쓰고, 이후 개신교 교회 등을 돌아다니며 강사 등으로 활약하고 있다.

## 학력
- 1969년: 서울대학교 문리과대학 중어중문학과 학사
- 1972년: 서울대학교 행정대학원 행정학 석사 과정 1년 수료

## 경력
- 1973년: 외무부 입부
- 1975년: 외무부장관 비서
- 1976년: 주뉴욕 총영사관 부영사
- 1982년: 주인도 대사관 참사관
- 1985년: 외무부장관 보좌관
- 1986년: 외무부 동북아2과장
- 1987년: 외무부 의전담당관
- 1988년: 주일본 대사관 참사관
- 1992년: 주중국 대사관 공사
- 1995년: 외무부 아시아태평양국장
- 1995년: 외무부 아시아태평양국
- 1997년: 외무부장관 특별보좌
- 1998년: 대통령 의전비서관
- 2000년: 대통령 외교안보수석비서관
- 2001년: 주 중국 대사
- 2008년: 제34대 통일부장관
- 장로교 강사
- 2024년 포드처치 협동장로

## 상훈
- 1982년: 대통령표창
- 1983년: 체육포장
- 1992년: 홍조근정훈장
- 1997년: 황조근정훈장
- 2000년: 이탈리아 콤멘다또레 기사훈장
- 2000년: 이탈리아 콤멘다또레 기사훈장
- 2000년: 프랑스 레지옹도뇌르 3등급훈장
- 2001년: 멕시코 아즈텍 독수리훈장
- 2012년: 청조근정훈장

## 저서
- 《떠오르는 용, 중국》
  - 중국어판《騰飛的龍》(2002년 11월, 중국 世界知識出版社)
  - 한글판 (2003년 11월, 비전과 리더십)
  - 일본어판 (2004년 6월, 일본 共同通信社)
- 《하나님의 대사1》, 2010년 1월, 규장출판사
- 《하나님의 대사2》, 2011년 1월, 규장출판사
- 《하나님의 대사3》, 2011년 12월, 규장출판사
- 《Ambassador of God》(하나님의 대사1 영문판), 2012년 4월 규장출판사
- 《김하중의 중국이야기1-떠오르는 용, 중국》, 2013년 1월, 비전과 리더십,
- 《김하중의 중국이야기2-영원한 이웃 끝없는 도전: 한국과 중국》, 2013년 1월, 비전과 리더십
- 《사랑의 메신저1》, 2014년 1월, 두란노